# Ion Pas

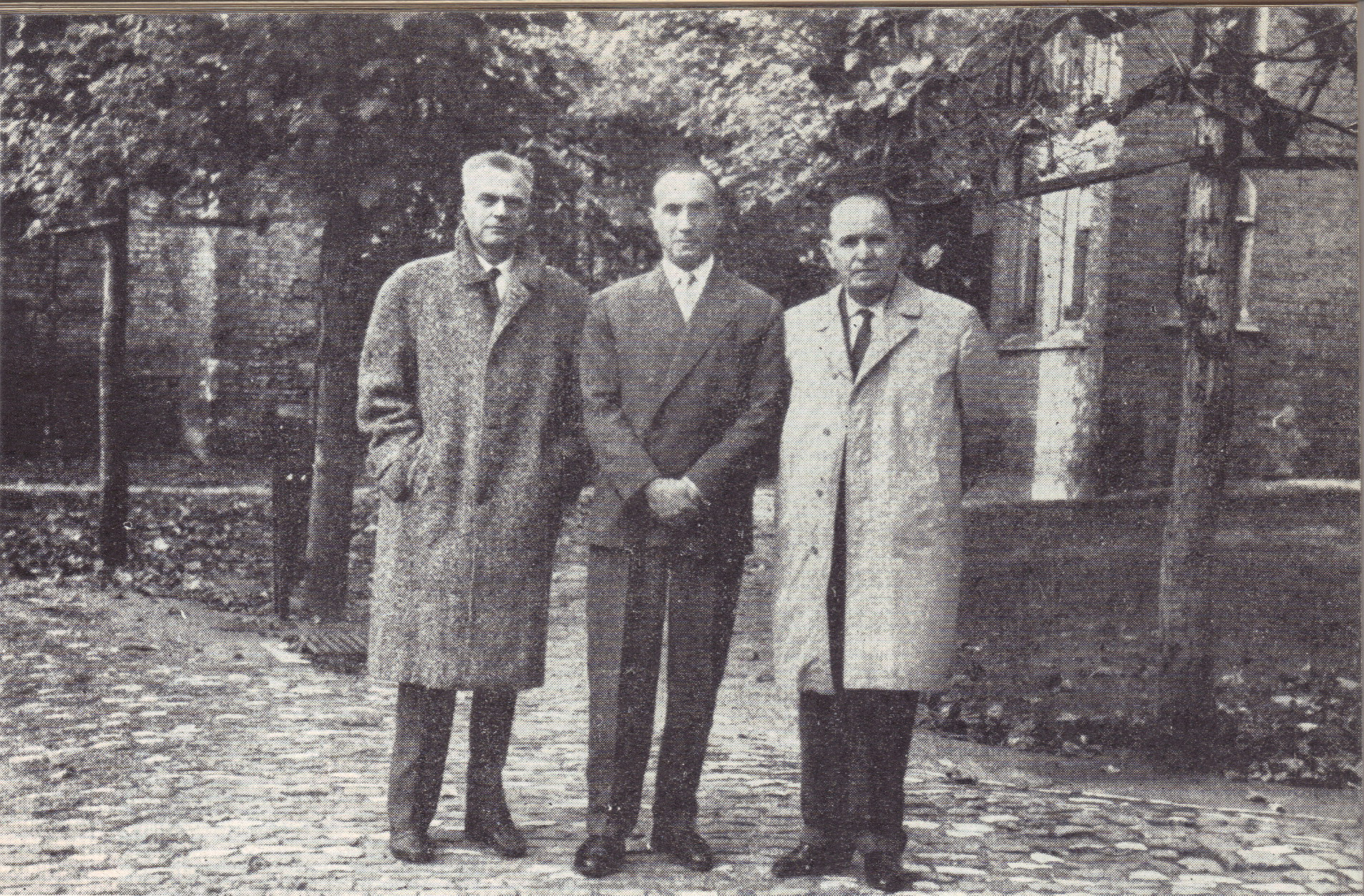
Zaharia Stancu împreună cu prof.dr. Ștefan Milcu și cu scriitorul Ion Pas în Belgia

Ion Pas (n. Ion M. Pascu, 6 octombrie 1895, București – d. 20 mai 1974, București) a fost un romancier, traducător, precum și un comunist român.

## Biografie
Fiul unui mic meșteșugar, Ion Pas a absolvit doar școala primară și a lucrat ca ucenic de zidar, culegător și legător de cărți. A debutat în 1910 cu schița Barbu în revista „Dumineca”. Debutul editorial a avut loc în 1912 cu volumul Din lumea celor obidiți. Din 1913 a fost redactor la revista Din lumea copiilor și a tinerimii.
În anul 1945 a fost primit ca membru în Societatea Scriitorilor Români.
La a treia Conferință pe țară a Societății Scriitorilor Români, în 1965, a fost ales președinte executiv.
A condus ziarul "Gazeta".
În 1948 a devenit membru a PCR. A fost membru al CC al PMR, ministru al artelor în Guvernul Petru Groza (2) (29 noiembrie 1946 - 30 decembrie 1947), președinte al Radiodifuziunii.
În mai 1961 a fost decorat cu Medalia "A 40-a aniversare de la înființarea Partidului Comunist din România".

## Decorații
- Ordinul Muncii clasa I (6 octombrie 1955) „cu prilejul împlinirii a 60 ani, pentru merite în activitatea desfășurată în cadrul mișcării muncitorești și pe tărîm literar”[5]
- Ordinul „23 August” clasa a III-a (12 august 1959) „pentru îndelungată activitate în mișcarea muncitorească, pentru contribuția activă la răsturnarea dictaturii militaro-fasciste și instaurarea regimului democrat-popular, pentru merite deosebite în opera de construire a socialismului”[6]
- Medalia „40 de ani de la înființarea Partidului Comunist din Romînia” (6 mai 1961) „pentru activitate îndelungată în mișcarea muncitorească și merite în opera de construire a socialismului”[7]
- Ordinul „Steaua Republicii Populare Romîne” clasa I (18 august 1964) „pentru merite deosebite în opera de construire a socialismului, cu prilejul celei de a XX-a aniversări a eliberării patriei”[8]
- Ordinul „Tudor Vladimirescu” clasa a II-a (30 aprilie 1966) „cu prilejul celei de-a 45-a aniversări de la înființarea Partidului Comunist din România, pentru îndelungată activitate în mișcarea muncitorească și merite deosebite în opera de construire a socialismului”[9]
- Ordinul „Meritul Cultural” clasa I (26 septembrie 1966) „pentru merite deosebite în activitatea literară, artistică și de răspîndire a culturii naționale, cu prilejul Centenarului Academiei Republicii Socialiste România”[10]
- titlul de Erou al Muncii Socialiste și medalia de aur „Secera și ciocanul” (4 mai 1971) „cu prilejul aniversării a 50 de ani de la constituirea Partidului Comunist Român, [...] pentru activitate îndelungată în mișcarea muncitorească și merite deosebite în opera de construire a socialismului în patria noastră”[11]

## Scrieri proprii (selecție)
- Jurnalul lui Nicușor și alte istorioare pentru copii, 1922 (republicat ulterior sub titlul Nicușor. Întâmplări din viața unui copil cuminte)
- Familia Chiț-Chiț. În seara de Crăciun. Noaptea Învierii, teatru pentru copii, 1930
- Veșnicul învins, roman, 1931
- Păsărică, draga mea..., 1932
- Familia Chiț-Chiț, 1938
- Istorioare alese, fără anul apariției
- Simple întâmplări, schițe, 1943
- Va veni o zi..., Editura Tineretului, 1954
- Zilele vieții tale (2 vol.), Editura de stat pt. literatură și artă, 1955
- Lanțuri (2 vol.), Editura pentru Literatură, 1961
- Carte despre oameni, locuri, întâmplări, Editura pentru Literatură, 1961
- Întâmplări cu Bălcescu, Editura Tineretului, 1963
- Carte despre vremuri multe, Editura pentru Literatură, 1963
- Carte despre drumuri lungi, Editura pentru Literatură, 1965
- Trecut întunecat, Editura de stat pentru literatură și artă, 1957

## Traduceri (selecție)
- Notre-Dame de Paris de Victor Hugo
- Castelul din Carpați de Jules Verne (Ed. Cugetarea, 1929)
- Spovedania unui învins de Panait Istrati (Ed. Cugetarea, 1930) - traducere sub pseudonimul P. Ioanid a scrierii Confession pour vaincus. Après 16 mois dans l'URSS, apărută în 1929 la Editura Rieder din Paris
- Crimă și pedeapsă de Fiodor Dostoievski (Ed. „Cugetarea" - Georgescu-Delafras, 1933)
- Cinci săptămâni în balon de Jules Verne (Ed. Cugetarea, circa 1940), 128 pag.